# シュレッダー (TMNT)

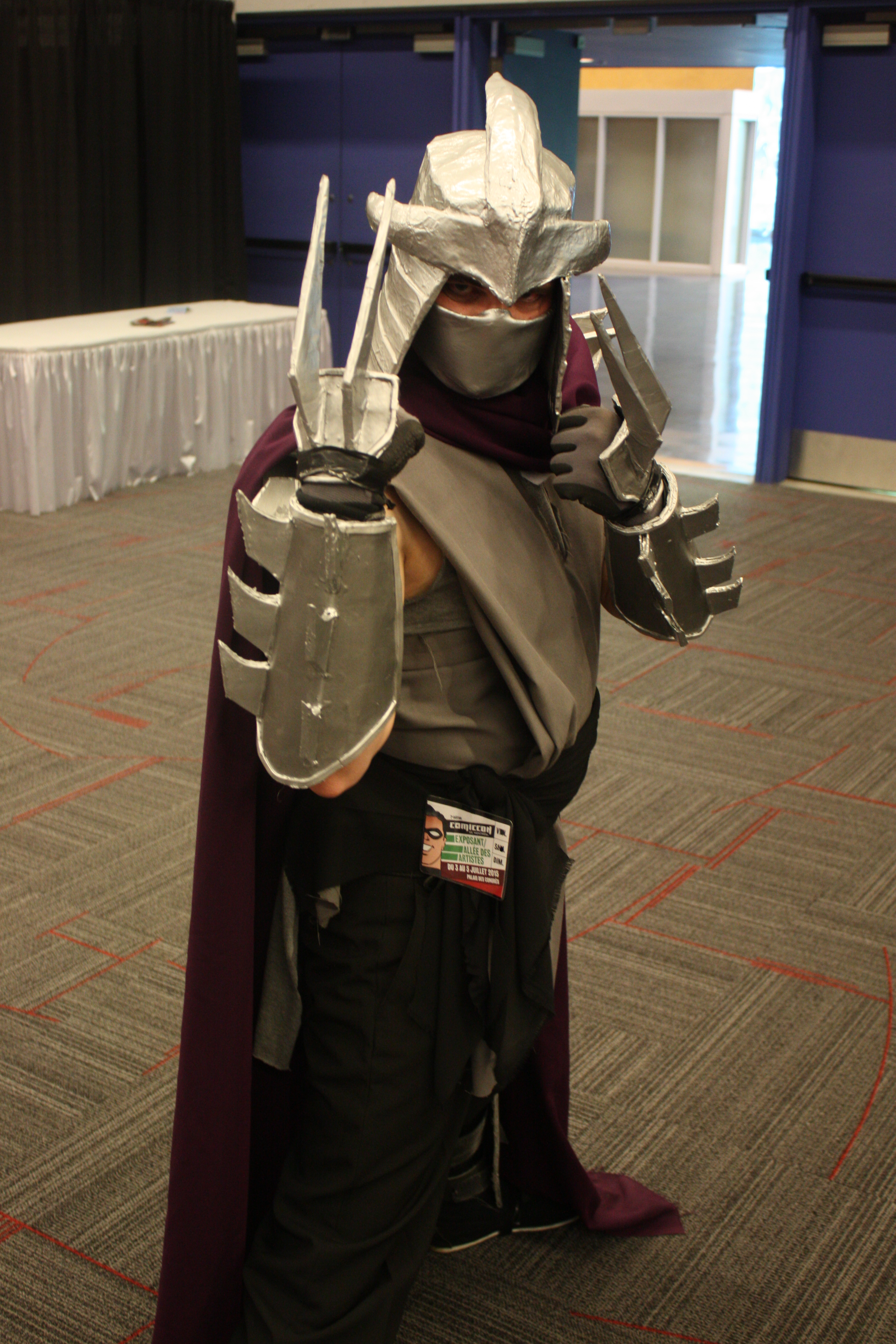

シュレッダー（Shredder）は、アメコミのシリーズ『ティーンエイジ・ミュータント・ニンジャ・タートルズ』に登場する架空の人物。本名は大六咲（おろくさき）。1987年カートゥーン版の、1993年日本放映版では沢木御六（さわきおろく）で、クランゲ（KRANG）からは「サワキちゃん」と呼ばれていた。

## 人物
筋肉質の日本男子。「シュレッダー」ペルソナで頻繁に見られる。武士の鎧を漠然とベースした鎧のスーツを着て時にはマントを付ける。フット団のリーダー。

### 性格・特徴
一人称は「我輩」。冷静沈着、好戦的かつ冷酷な独裁者。